# Lieve Van Ermen
Lieve Van Ermen, née le 30 mai 1948 à Borgerhout est une femme politique belge flamande, membre de la Lijst Dedecker.
Elle est Docteur en médecine, chirurgie et accouchements et 
diplômée en médecine du travail (KU Leuven); 
cardiologue.

## Affiliations
Elle est membre de :
- 1992-     : Verbond der Vlaamse Academici - Taxandria
- 1996-     : comité de la Medical Women Association Belgium
- 1998-     : Chambre d'expression néerlandaise de la commission d'agréation de médecins spécialistes en cardiologie (2007- : vice-présidente)
- 2001-2006 : CA du Centre de traitement informatique public Cipal
- 2001-2006 : CA de l' Arboretum Kalmthout
- 2002-     : Groupement des Unions professionnelles belges de Médecins spécialistes (GBS) - Section cardiologie (trésorière)
- 2003-2005 : CA du Centre fédéral d'Expertise des Soins de Santé (KCE)
- 2003-2004 : Medical Women Association Belgium (présidente)

## Fonctions politiques
- 2000-2006 : conseillère communale à Kalmthout
- 2007-     : sénatrice élue direct